# Frans Velander
Frans Gustaf Hakon Velander, född 21 november 1883 i Jönköpings Sofia församling, död 22 september 1962 i Helsingborgs Maria församling, Malmöhus län, var en svensk psykiater. 
Frans Velander var son till provinsialläkaren Edvard Velander och hans första hustru Welly Miltopée. Han blev moderlös 1891 och faderlös 1894, men eftersom fadern hade gift om sig med Jenny Richter blev han efter faderns död kvar hos henne. Frans Velander var äldre halvbror till professor Edy Velander och farbror till skådespelaren Meta Velander.
Velander blev medicine kandidat 1909 och medicine licentiat 1913 vid Lunds universitet. Han var biträdande läkare och hospitalsläkare vid Växjö och Lunds hospital 1913–1920, förste underläkare vid Jönköpings lasarett 1915–1916, överläkare vid Piteå hospital och asyl 1921–1926 samt överläkare och sjukhuschef vid Sankta Maria sjukhus i Helsingborg 1926–1948.
Han var gift från 1914 till sin bortgång med Ebba Silfvander (1889–1968). Sonen Börje Velander gifte sig med Ella Tengbom-Velander. Makarna Velander är begravda på Donationskyrkogården i Helsingborg.

## Fotnoter
1. 1 2  Sveriges Dödbok 1901–2009, DVD-ROM, Version 5.00, Sveriges Släktforskarförbund (2010).
2. ↑  Sveriges befolkning 1890, CD-ROM, Version 1.02, Sveriges Släktforskarförbund/SVAR (2003).
3. ↑  Sveriges befolkning 1900, CD-ROM, Version 1.02, Sveriges Släktforskarförbund/SVAR (2006).